# Spaced learning
Spaced learning (Обучение с перерывами, устойчивого перевода нет) — методика обучения, по которой тема изучается тремя блоками, между которыми делается два десятиминутных перерыва для двигательной активности. Методика основана на механизме формирования долговременной памяти, описанной Дугласом Филдзом в журнале Scientific American. Открытие Филдза было использовано Полом Келли, создателем метода Spaced learning, директором en:Monkseaton High School (школа на северо-востоке Англии, в которой учится около 800 учеников 13 — 18 лет).
Создание долговременной памяти - основа любого обучения. В 2005 году в журнале Scientific American было опубликовано исследование, посвящённое неврологическуму механизму формирования долговременной памяти. Метод Spaced Learning основан на данных этого исследования и призван изменить методику обучения школьников на основе новых научных данных.

## Неврологические данные
Дуглас Филдс (Douglas Fields) из национального института детского здоровья и развития (the National Institute for Child Health and Development) в США был главой исследовательской группы, изучавшей неврологические процессы, отвечающие за запоминание. Результатом исследования было описание процесса формирования памяти, а также того, как можно обеспечить запоминание информации.
Память с физиологической точки зрения - цепочки клеток в мозге. Исследовательская группа Филдза опытным путём изучала процесс формирования этих цепочек. Они сосредоточились на том, как клетка включатся в цепочку и соединяется с другими клетками. Эксперименты подтвердили, что на клетки мозга влияет то, как на них оказывается воздействие.
Постоянная стимуляция клеток не включала механизм формирования связей. Периоды стимуляции должны были прерываться периодами покоя. Прорыв произошел, когда исследователи осознали, что важным фактором является время. Длительность стимуляции оказалась не важной, важным оказался период покоя.

## Разработка метода
Структура занятий по методу Spaced Learning основана на исследовании Филдза. Три периода стимуляции разделены двумя десятиминутными перерывами следующим образом:
- преподаватель предлагает ученикам главные факты и объяснения
- десятиминутный перерыв
- преподаватель предлагает ученикам главные факты и объяснения
- десятиминутный перерыв
- преподаватель предлагает ученикам главные факты и объяснения

Такой подход был разработан Полом Келли и Анжелой Брэдли и впервые описан в книге Келли Making Minds

## Содержание урока
Объяснение учителя содержит факты и объяснения по изучаемой теме, обычно в гораздо большем объёме, чем при традиционном обучении. В первой части занятия информация даётся в очень быстром темпе, но во второй и третьей части желательно большая задействованность ученика. Например, во второй части проверяется понимание информации, полученной в начале занятия. В видеопримере, помещённом на сайте Monkseaton High School, для представления новой информации используются презентации, созданные в PowerPoint, но это не единственная возможная форма подачи материала.
Содержание перерывов
Занятие прерывается два раза по десять минут. Важно, что в это время нельзя стимулировать формирующиеся цепочки памяти. Поэтому необходимо занять учеников делами, никак не связанными с предметом, изучаемым в данный момент. Самый эффективный способ разгрузить голову - физическая активность, требующая координации движений, например жонглирование. Такая деятельность занимает части мозга, отвечающие за координацию движений, не используемые во время урока. Это повышает вероятность того, что другая часть мозга отдохнёт и цепочки памяти сформируются.
Другие виды деятельности:
- игры со словами, такие как популярная американская игра Taboo (слова, не связанные с содержанием урока)
- игры с числами, такие как судоку
- оригами
- игры типа «съедобное — несъедобное»
- игры на реакцию, например игра на выбывание со стульями (игроков больше, чем стульев)
- пластилин и другие виды лепки и моделирования

## Spaced Learning и механизм вспоминания
Если человек не может что-то вспомнить, значит цепочка памяти не использовалась достаточно часто, она не является важной для мозга и не укрепляется. Повторная стимуляция цепочки памяти показывает её важность и помогает мозгу быстрее её найти, когда нам нужна информация из данной цепочки памяти. Spaced Learning помогает как запоминать новую информацию, так и закреплять старую.

## Распространение через Интернет
В 2011 году в Интернете был помещен образец урока по методике Spaced learning и дополнительные материалы к занятию (www.monkseaton.org.uk (англ.)). Дополнительные материалы включают комментарии учеников и преподавателей. Обучение по методу Spaced learning значительно отличается от методик, используемых традиционным школьным образованием. Информация подаётся очень интенсивно, но усваивается учениками.
Версия, помещенная на сайте Monkseaton High School, позднее была дополнена, и был создан онлайн-ресурс ( Архивная копия от 25 апреля 2012 на Wayback Machine (англ.)), посвященный Spaced Learning. Материалы распространяются свободно и доступны бесплатно.

## Первые появления в сми
В первых описаниях метода не использовалось словосочетание "spaced learning". Когда были опубликованы первые сообщения об использовании метода, разработанного Келли, сми подчёркивалась интенсивность, «сгущенность» подачи изучаемого материала. Такие английские сми, как национальное телевидение Британии BBC (national television news), The Sunday Times, The Independent, и The Economist сделали акцент именно на краткости занятия («восьмиминутные уроки»). Однако главная особенность метода — не интенсивность подачи материала, а длительность и число чередующихся периодов (spaces of time). Позже появились публикации, дополнительно разъясняющие суть методики.
В 2009 году появились публикации (The Times Educational Supplement, The Guardian, The Times, и The Daily Telegraph, 30 января 2009), в которых показывалось, что по методике 'spaced learning' можно подготовить учеников к сдаче национального экзамена менее чем за 2 часа без использования традиционных методов обучения.

## Тестирование Spaced Learning
Методика проходила проверку самыми различными способами. Наибольший резонанс получил эксперимент, в котором ученики, обучавшиеся только методом Spaced Learning и ученики, проходившие традиционное обучение, в конце сдавали экзамен GCSE (сертификат о среднем образовании) по биологии. В The Times Educational Supplement от 30 января 2009 года было опубликовано сразу 4 статьи на эту тему.

## Схожие термины
Spaced learning не следует путать с spaced training (тренинг с перырывами) и massed training (массированный тренинг). Первый означает повторяющееся обучение с перерывами во времени, а второй - обучение одним не прерывающимся блоком. Исследования Филда развивают традиционный метод обучения повторением, благодаря тому что стало возможным более точнее определить периодичность и длительность занятий и перерывов благодаря знанию клеточных процессов.

## Значение метода
Метод spaced learning значим для современной педагогики, поскольку
- показывает, что неврологические исследования могут давать результаты, которые можно непосредственно применять в обучении [6]
- показывает, насколько традиционные методы обучения неэффективны

Результаты применения spaced learning многообещающие, но метод требует дальнейших исследований, прежде чем получить массовое распространение.